# Santo Zago
Santo Zago (Venezia, ... – ...; fl. XVI secolo) è stato un pittore italiano, attivo verso il 1550.

## Biografia

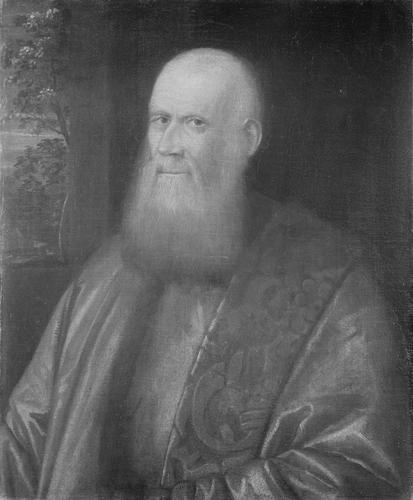
Ritratto di Senatore Veneziano, attribuito a Santo Zago, Accademia Carrara, Bergamo

Fu un seguace del Tiziano; dipinse la pala con Tobia e l'Angelo per la chiesa di Santa Caterina. Assieme al Tintoretto era considerato un attivo pittore di affreschi d'esterni veneziani. Tra le sue opere vi sono gli affreschi (oggi quasi del tutto perduti) di palazzo Barbaro in Campo Santo Stefano.